# Fausto Boni
Antonio Fausto Boni (Porto Maurizio, 12 febbraio 1897 – Modena, 21 luglio 1979) è stato un calciatore e medico italiano, di ruolo difensore.

## Caratteristiche tecniche
Giocava come difensore destro o sinistro nel metodo.

## Carriera

### Club
Debuttò in massima serie con l'Audax nel corso della Prima Categoria 1914-1915.
Al termine della I Guerra Mondiale, scioltosi il club bianconero, passò al Modena, con cui giocò 10 stagioni in massima serie nazionale, per un totale di 175 incontri.